# Josef Holeček (kanoista)
Josef Holeček (25. ledna 1921 Říčany u Prahy – 20. února 2005 Praha) byl český a československý kanoista, olympionik, který získal dvě zlaté medaile z olympijských her.

## Život
Narodil se v Říčanech u Prahy. Vystudoval vysokou školu ekonomickou a pak více než 30 let pracoval v zahraničním obchodě. Hovořil německy, anglicky, rusky a francouzsky. Od svého mládí se všestranně tělesně vzdělával. Cvičil v Sokole, plaval, lyžoval i vesloval. K veslování se dostal po tom, co se jeho rodina přestěhovala na Lounsko, kde trénoval na řece Ohři. V 15 letech s tím ale skončil a po přestěhování do Prahy v roce 1936 přešel na rychlostní kanoistiku. Jako většina tehdejších sportovců se připravoval na závody sám, bez trenéra a metodiku tréninků zkoušel na vlastní kůži. Podle tehdejších zvyklostí si stavěl své lodě sám. V roce 1948 byl nominován na XIV. olympijské hry v Londýně. V kanoi jednotlivců v závodě na jeden kilometr zvítězil a stal se olympijským vítězem. Na mistrovství světa v Kodani vybojoval titul Mistr světa opět v závodě na jeden kilometr a na vzdálenost 10 kilometrů byl stříbrný. Na XV. Olympijských hrách v Helsinkách v roce 1952 obhájil své olympijské prvenství. Své sportovní zkušenosti předával celé plejádě generací závodníků, kteří se snažili jej následovat. Pořádně se to podařilo až Martinovi Doktorovi. Po dlouhých 48 letech.
V Londýně 1948 získal zlato v závodě jednotlivců na 1000 metrů.
Když se přijel 22. srpna 1950 s výpravou československých kanoistů na Wilsonovo nádraží, připojil svůj hlas k věci míru v kampani Ruce pryč od Koreje. Apeloval na Radu bezpečnosti: „Vyzývám všechny naše i zahraniční sportovce, aby společně se mnou vyjádřili svůj postoj k míru dopisem Radě bezpečnosti o bezodkladném zastavení americké agrese a barbarského bombardování v Koreji. Jsou nás miliony sportovců.“
V roce 1952 v Helsinkách získal druhé olympijské zlato.